# Abbazia di Santa Maria della Sambucina
Santa Maria della Sambucina (detta comunemente "Sambucina") era un'abbazia situata nella Presila Cosentina, in prossimità della cittadina di Luzzi, in Calabria. È posta 7 km ad est rispetto al centro di Luzzi e sorge a 848 metri sul livello del mare.
Soppressa nel 1807, la parte conventuale, messa in vendita dal demanio, venne acquistata da privati.

## Storia

### Origine
La data di fondazione dell'abbazia è ancora oggetto di discussione. L'opinione seguita maggiormente dagli studiosi è che il monastero della Sambucina sia stato fondato nel 1087 da una comunità di Benedettini con a capo Sigismondo (manca, tuttavia, sicura documentazione). Successivamente, nel 1141, fu concessa da Goffredo di Loritello, conte di Catanzaro e cugino del re Ruggero II di Sicilia, ai Cistercensi, i quali la ricostruirono stabilendovi il primo nucleo dell'Ordine nel Regno Normanno. Lo studioso Pietro de Leo ha infatti dimostrato, così come aveva sostenuto a suo tempo Giuseppe Marchese, che l'abbazia della Sambucina è figlia dell'Abbazia di Clairvaux, fondata nel 1115 da san Bernardo di Chiaravalle (1090-1153).

### Sviluppo
L'importanza della Sambucina è legata all'autorizzazione papale a fondare ovunque case filiali. La Sambucina fu pertanto madre di numerose altre abbazie, fra le quali occorre citare:
- l'abbazia di Santa Maria di Corazzo, nei pressi di Carlopoli, 1157
- l'abbazia di Santa Maria di Novara (detta anche della Nucaria), in arcidiocesi di Messina, 1168
- l'abbazia di Santo Spirito, in arcidiocesi di Palermo, 1172
- l'abbazia di Santa Maria di Roccadia, presso Lentini, in arcidiocesi di Siracusa, 1176
- l'abbazia di Santa Maria delle Terrate, presso Rocca di Neto, 1178
- l'abbazia di Santa Maria de Ligno Crucis, in territorio di Corigliano, 1183
- l'abbazia di Santa Maria del Galeso, in arcidiocesi di Taranto, 1195
- l'abbazia di Santa Maria di Acquaformosa, in diocesi di Cassano, 1197
- l'abbazia di Santa Maria del Sagittario, in diocesi di Anglona, 1202
- l'abbazia di Sant'Angelo de Frigillo, presso Mesoraca, in arcidiocesi di Santa Severina, 1220
- l'abbazia di Santa Maria della Matina, nei pressi di San Marco Argentano, 1221

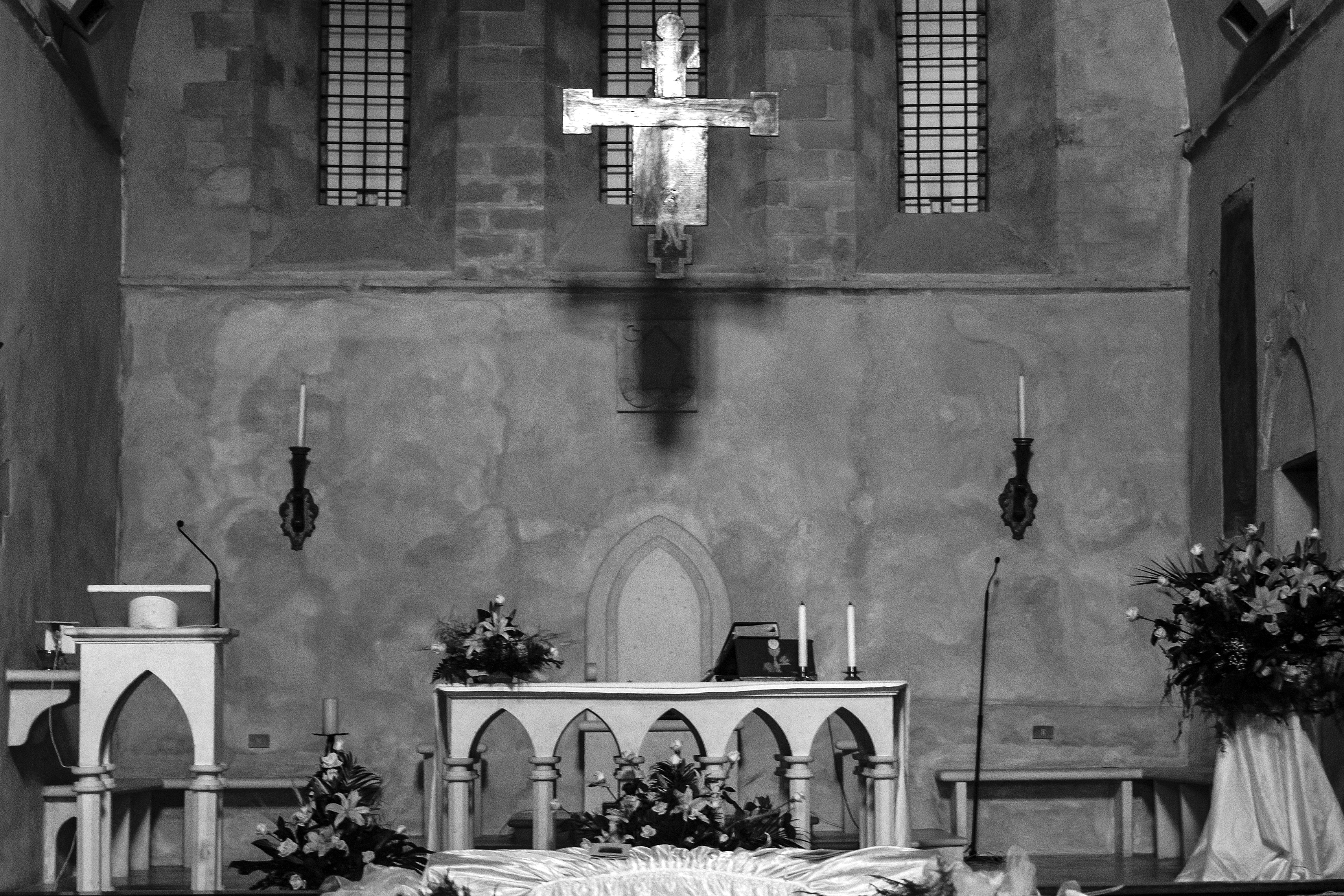
L'interno

Tra le altre Chiese appartenenti alla Sambucina nei pressi di Cutro in località Rosito, la Chiesa di Santa Maria.
Verso il 1173-1174 soggiornò, per circa un anno, nei pressi dell'abbazia, Gioacchino da Fiore (1135-1202), in seguito abate dell'abbazia di Santa Maria di Corazzo (1176-1188), eminente teologo, fondatore e abate di Fiore (1189) e della Congregazione Florense (1196).

### Declino
La Sambucina venne distrutta da un tremendo terremoto nel 1184 e fu ricostruita con l'aiuto dei cistercensi di Casamari. Un altro terremoto si verificò nel 1220 e costrinse i monaci a trasferirsi provvisoriamente presso l'abbazia di Santa Maria della Matina, nel territorio di San Marco Argentano, ritornando alla Sambucina solo in estate.
Nel 1569 si verificò una frana disastrosa, in seguito alla quale venne distrutta parte della chiesa. Un'epigrafe posta sul portale della chiesa riferisce di lavori di restauro eseguiti nel 1625. Nel corso del XVII secolo, tuttavia, in Calabria si verificarono dei disastrosi terremoti che interessarono anche la Sambucina. Un primo disastroso terremoto si verificò nel 1731 e provocò danni riparati in parte nel 1733; danni maggiori si verificarono con il terremoto del 1783. L'iniziale ricostruzione venne interrotta nel 1807, dopo la soppressione dell'ordine Cistercense decretata dal governo di Giuseppe Bonaparte (13 febbraio 1807): la parte conventuale, messa in vendita dal demanio, venne acquistata da privati, mentre la chiesa divenne sede parrocchiale.

## Curiosità
Il poemetto di Vincenzo Padula "Il Monastero di Sambucina" è ambientato in un convento situato negli stessi luoghi dell'Abbazia di Santa Maria della Sambucina; ma, invece di un'abbazia cistercense (maschile), il "monastero" del poemetto di Padula è un convento di clausura femminile.

## L'Abbazia della Sambucina nel cinema e nei media
Alcuni ambienti dell'Abbazia di Santa Maria della Sambucina sono stati ricostruiti nel film su Gioacchino da Fiore Il Monaco che vinse l'Apocalisse di Jordan River.